# Diretor de informática
O Chief Information Officer ou CIO é um título (papel/role) dado ao gerente de TI, superintendente de TI, diretor de TI ou vice presidente de TI dependendo da estrutura organizacional da empresa, é o intendente informática/TI sendo responsável pela informática de uma empresa. Eles normalmente respondem ao Chief Executive Officer ou ao Chief Financial Officer.
A importância desse cargo tem crescido satisfatoriamente desde que a tecnologia da informação tem a cada dia se tornado mais importante para as empresas. O CIO pode ser um membro do quadro de executivos de uma empresa, a depender do tipo de organização.
Não há uma qualificação especial típica para CIO. Cada posição diferente de um CIO tem a sua própria maneira de trabalho. Até há pouco tempo muitos CIO possuíam formação em ciência da computação, engenharia de software ou sistemas de informação ou CIO é algumas vezes sarcasticamente chamado de "Career Is Over" (fim de carreira), devido à grande raridade de um CIO se tornar um CEO.
O papel de um CIO em alguns casos têm-se estendido para um Chief Knowledge Officer, CKO, que trabalha também com conhecimento, não apenas com informação.
Hoje os CIO tem/devem abrir a caixa preta da TI, sair de dentro das salas e participar de reuniões e tomar iniciativas.